# ギブソン・RD
ギブソン・RD（ギブソン・アールディー）は、ギブソンによって製作されていた、エレクトリックギター。

## 概要
ギブソンがロバート・モーグと共同開発したギターで、ギブソン・ファイヤーバード・リバース・モデルに似たボディ・シェイプを持っている。
1977年から生産されたが、わずか2年で生産中止になっており、現在ではレア物として人気が高い。2009年には日本限定で、スタンダードモデルのリイシューが生産された。
同名のエレクトリックベースも存在し、ニルヴァーナのクリス・ノヴォセリックが使用していることで有名。
日本では、椎名林檎、咲人、菊地英昭、TAKUMA(10-FEET)がステージで使用する。

## 仕様
ボディはメイプル製ソリッド・タイプで、弦のスケール長はフェンダー・ストラトキャスターなどと同じ25 1/2インチスケールとなっており、レスポールなどで採用されているギブソンの一般的な24 3/4インチスケールよりも若干長い。
ネックはメイプル、指板は22フレット、ネックジョイントはセット・ネックを採用。ブリッジ、テールピースはほとんどレスポールと同じで、チューン0マチック・ブリッジ、ストップ・テールピースが採用されている。
ピックアップにはハムバッキング・タイプを2個、コントロール・ノブにはギブソン・スピード・ノブを4個使用している。アーティストとカスタムはアクティブ・タイプの回路となっており、トグル・スイッチはピックアップ切換用と、エクスパンション-コンプレッション用の2個がついており、ノブは白と黒に色分けされている。

## モデル
RDアーティスト (RD Artist)
RDシリーズの最上位機種。指板はエボニー、ポジションマークはスクエア型のインレイを使用。コントロール系にイコライザー、コンプレッサー、エクスパンダーなどが内蔵されており、内部のバッテリーにより駆動されている。
RDカスタム (RD Custom)
コントロール系にイコライザーのみ内蔵された機種で、ネックと指板がメイプル1ピースとなっている。
RDスタンダード (RD Standard)
従来と同じパッシブ・タイプの回路を持つ機種で、トグル・スイッチもピックアップ切換用のみ。指板はローズウッドとなっている。
RDスタンダード ギター オブ ザ ウィーク #48　(Guitar Of The Week #48　RD Standard Reissue 2007 Silverburst)
2007年、世界中のコレクターからの強い要望に応え、現代仕様での400本限生産復活モデル。カラーは当時では珍しいシルバーバースト。指板はエボニー、ピックアップはDirty Finger×2。のちに日本限定版の元となる仕様のボディ・ネックにマホガニー、ネックスケールが24 3/4インチスケール、Vo×2、Tone×1。
RD Standard 2009 Japan Limited Run
2009年に日本限定で発売された、スタンダードの復刻版。ボディ・ネックにマホガニーを採用し、ネックはレスポールなどと同じ24 3/4インチスケールと短くなり、トーンコントロール・ノブが1つとなった他は、従来のスタンダードと同様である。